# Hedysarum
Hedysarum (tiếng Anh hay gọi là sweetvetch) là một chi trong họ Đậu (Fabaceae), gồm chừng 200 loài cây sống khắp châu Á, châu Âu, Bắc Phi, và Bắc Mỹ.

## Mô tả

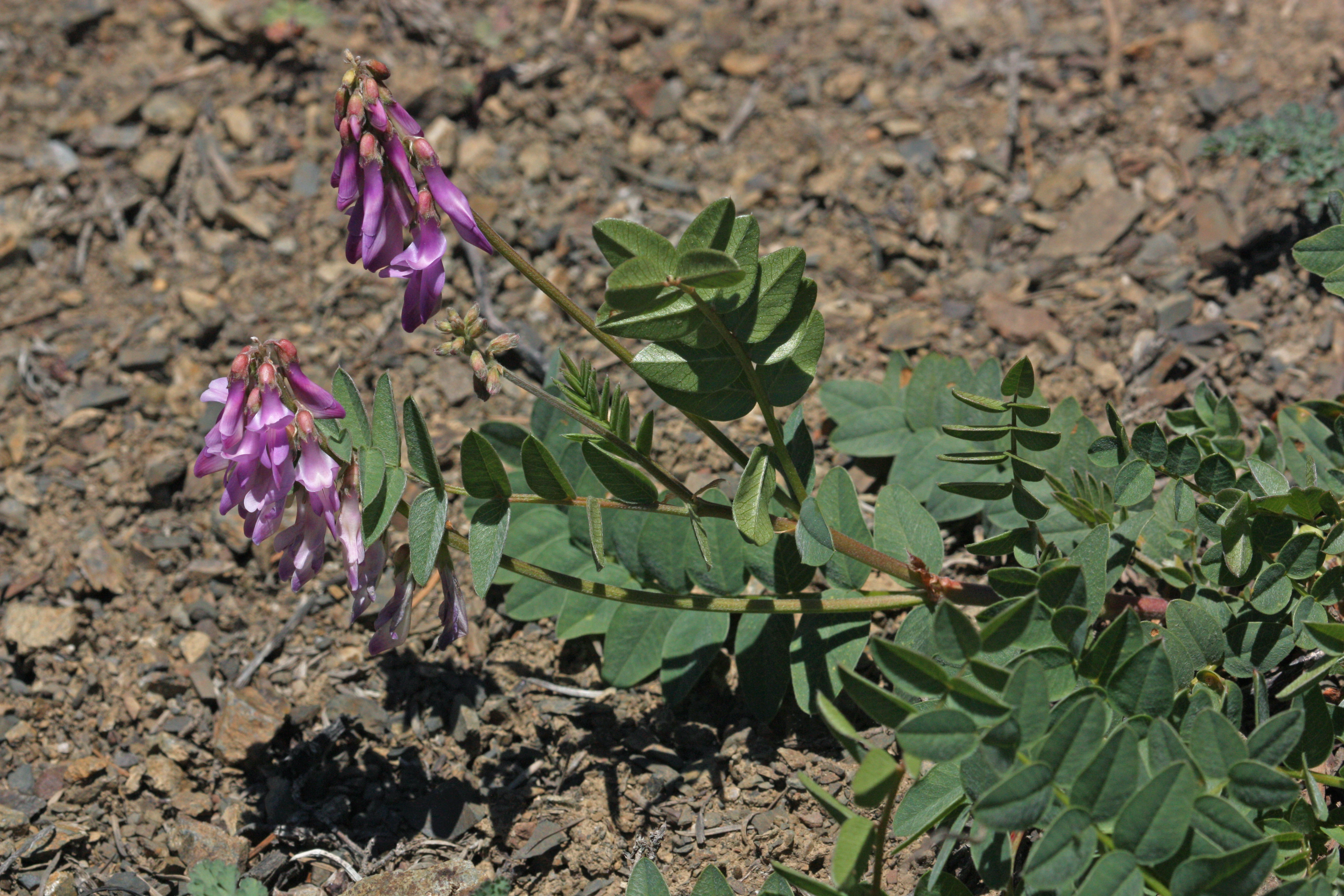
Hedysarum occidentale, một loài cây thân thảo sống vùng trung du miền tây Bắc Mỹ.

Các loài trong chi Hedysarum là cây thân thảo hay cây bụi. Chúng có lá chét xếp lông chim; lá chét không có khía hay hóp vào. Lá kèm đơn hay hợp sinh, không có lá kèm thứ cấp.
Lá bắc nhỏ, với lá bắc con nằm dưới lá dài. Cánh hoa màu hồng, tím phớt, vàng, hay trắng lợt. Nhị xếp hai bó, 9+1. Nhụy có 2-8 noãn. Trái thắt ngấn.

## Vai trò
Hedysarum là vật chủ ấu trùng của một số loài Lepidoptera (bướm, ngài) trong đó có Coleophora accordella. Vài loài, như Hedysarum alpinum (tiếng Anh gọi là Alpine sweetvetch hay wild potato), là thứ người Inuit ăn để chống chọi bệnh scorbut do nó giàu vitamin C, đạt đến 21 mg/100g.

## Loài
Các loài được công nhận theo The Plant List là:
- Hedysarum aculeatum Golosk.
- Hedysarum aculeolatum Boiss.
- Hedysarum acutifolium Bajtenov
- Hedysarum alaicum B.Fedtsch.
- Hedysarum algidum L.Z.Shue
- Hedysarum alpinum L.
- Hedysarum amankutanicum B.Fedtsch.
- Hedysarum angrenicum Korotkova
- Hedysarum argyreum Greuter & Burdet
- Hedysarum argyrophyllum Ledeb.
- Hedysarum armenum Boiss. & Tchich.
- Hedysarum astragaloides Benth.
- Hedysarum atropatanum Boiss.
- Hedysarum austrokurilense (N.S.Pavlova) N.S.Pavlova
- Hedysarum austrosibiricum B.Fedtsch.
- Hedysarum baicalense B.Fedtsch.
- Hedysarum balchanense Boriss.
- Hedysarum baldshuanicum B.Fedtsch.
- Hedysarum bectauatavicum Bajtenov
- Hedysarum bellevii (Prain) Bornm.
- Hedysarum biebersteinii Zertova
- Hedysarum bordzilovskyi Grossh.
- Hedysarum boreale Nutt.
- Hedysarum boutignyanum (A.Camus) Alleiz.
- Hedysarum boveanum Basiner
- Hedysarum brachypterum Bunge
- Hedysarum brahuicum Boiss.
- Hedysarum branthii Trautv. & C.A.Mey.
- Hedysarum bucharicum B.Fedtsch.
- Hedysarum cachemirianum Baker
- Hedysarum callithrix Boiss.
- Hedysarum campylocarpon H.Ohashi
- Hedysarum candidum M.Bieb.
- Hedysarum cappadocicum Boiss.
- Hedysarum carnosum Desf.
- Hedysarum caucasicum M.Bieb.
- Hedysarum chaitocarpum Regel & Schmalh.
- Hedysarum chaiyrakanicum Kurbatski
- Hedysarum chalchorum N.Ulziykh.
- Hedysarum chantavicum Bajtenov
- Hedysarum chinense (B.Fedtsch.) Hand.-Mazz.
- Hedysarum cisbaicalense Malyschev
- Hedysarum cisdarvasicum Kamelin
- Hedysarum citrinum Baker f.
- Hedysarum consanguineum DC.
- Hedysarum coronarium L.
- Hedysarum cretaceum DC.
- Hedysarum criniferum Boiss.
- Hedysarum cumuschtanicum Sultanova
- Hedysarum daghestanicum Boiss.
- Hedysarum dahuricum B.Fedtsch.
- Hedysarum damghanicum Rech.f.
- Hedysarum daraut-kurganicum Sultanova
- Hedysarum dasycarpum Turcz.
- Hedysarum dentatoalatum K.T.Fu
- Hedysarum denticulatum Regel & Schmalh.
- Hedysarum dmitrievae Bajtenov
- Hedysarum drobovii Korotkova
- Hedysarum dshambulicum Pavlov
- Hedysarum elbursense Bornm. & Gauba
- Hedysarum elegans Boiss. & A.Huet
- Hedysarum elymaiticum Boiss. & Hausskn.
- Hedysarum enaffae Sultanova
- Hedysarum falconeri Baker
- Hedysarum fallacinum Rech.f. & Aellen
- Hedysarum farinosum Parsa
- Hedysarum ferganense Korsh.
- Hedysarum fistulosum Hand.-Mazz.
- Hedysarum flavescens Regel & Schmalh.
- Hedysarum flavum Rupr.
- Hedysarum flexuosum L.
- Hedysarum formosum Basiner
- Hedysarum fruticosum Pall.
- Hedysarum gmelinii Ledeb.
- Hedysarum grandiflorum Pall.
- Hedysarum gypsaceum Korotkova
- Hedysarum halophilum Bornm. & Gauba
- Hedysarum hedysaroides (L.) Schinz & Thell.
- Hedysarum hemithamnoides Korotkova
- Hedysarum hyrcanum Bornm. & Gauba
- Hedysarum ibericum M.Bieb.
- Hedysarum iliense B.Fedtsch.
- Hedysarum inundatum Turcz.
- Hedysarum iomuticum B.Fedtsch.
- Hedysarum jaxarticum Popov
- Hedysarum jaxartucirdes Y. Liu ex R. Sa
- Hedysarum jinchuanense L.Z.Shue
- Hedysarum kamcziraki Karimova
- Hedysarum kamelinii N.Ulziykh.
- Hedysarum kandyktassicum Bajtenov
- Hedysarum karataviense B.Fedtsch.
- Hedysarum kasteki Bajtenov
- Hedysarum kemulariae Sachokia & Chinth.
- Hedysarum kirghisorum B.Fedtsch.
- Hedysarum kopetdaghi Boriss.
- Hedysarum korshinskyanum B.Fedtsch.
- Hedysarum kotschyi Boiss.
- Hedysarum krasnovii B.Fedtsch.
- Hedysarum krylovii Sumnev.
- Hedysarum kudrjaschevii Korotkova
- Hedysarum kuhitangi Boriss.
- Hedysarum kumaonense Baker
- Hedysarum latibracteatum N.S.Pavlova
- Hedysarum lehmannianum Bunge
- Hedysarum leucanthum (Greene) Greene
- Hedysarum limitaneum Hand.-Mazz.
- Hedysarum linczevskyi Bajtenov
- Hedysarum lipskianum L.I.Vassiljeva
- Hedysarum lipskyi B.Fedtsch.
- Hedysarum longigynophorum C.C.Ni
- Hedysarum macedonicum Bornm.
- Hedysarum mackenzii Richardson
- Hedysarum macranthum Freyn & Sint.
- Hedysarum macrocarpum Korotkova
- Hedysarum magnificum Kudr.
- Hedysarum mahrense Rech.f.
- Hedysarum maitlandianum Aitch. & Baker
- Hedysarum manaslense (Kitam.) H.Ohashi
- Hedysarum membranaceum Coss. & Balansa
- Hedysarum microcalyx Baker
- Hedysarum micropterum Boiss.
- Hedysarum mindshilkense Bajtenov
- Hedysarum minjanense Rech.f.
- Hedysarum minussinense B.Fedtsch.
- Hedysarum mogianicum (B.Fedtsch.) B.Fedtsch.
- Hedysarum monophyllum Boriss.
- Hedysarum montanum (B.Fedtsch.) B.Fedtsch.
- Hedysarum multijugum Maxim.
- Hedysarum nagarzense C.C.Ni
- Hedysarum narynense Nikitina
- Hedysarum naudinianum Coss. & Durieu
- Hedysarum neglectum Ledeb.
- Hedysarum nikolai Kovalevsk.
- Hedysarum nonnae Roskov
- Hedysarum nuratense Popov
- Hedysarum occidentale Greene
- Hedysarum olgae B.Fedtsch.
- Hedysarum omissum Korotkova ex Kovalevsk.
- Hedysarum ovczinnikovii Karimova
- Hedysarum pallidiflorum Pavlov
- Hedysarum pallidum Desf.
- Hedysarum papillosum Boiss.
- Hedysarum parviflorum Bajtenov
- Hedysarum parvum Sultanova
- Hedysarum pavlovii Bajtenov
- Hedysarum perrauderianum Coss. & Durieu
- Hedysarum petrovii Yakovlev
- Hedysarum plumosum Boiss. & Hausskn.
- Hedysarum polybotrys Hand.-Mazz.
- Hedysarum popovii Korotkova
- Hedysarum praticolum Rech.f.
- Hedysarum pseudastragalus Ulbr.
- Hedysarum pseudomicrocalyx H.Ohashi & Tateishi
- Hedysarum pskemense B.Fedtsch.
- Hedysarum pulchrum Nikitina
- Hedysarum razoumovianum DC.
- Hedysarum renzii Rech.f.
- Hedysarum roseum Sims
- Hedysarum sachalinense B.Fedtsch.
- Hedysarum sajanicum N.Ulziykh.
- Hedysarum sangilense Krasnob. & Timokhina
- Hedysarum santalaschi B.Fedtsch.
- Hedysarum sauzakense Rech.f.
- Hedysarum schischkinii Sumnev.
- Hedysarum scoparium Fisch. & C.A.Mey.
- Hedysarum semenovii Regel & Herder
- Hedysarum sericatum Kitam.
- Hedysarum sericeum M.Bieb.
- Hedysarum setigerum Fisch. & C.A.Mey.
- Hedysarum setosum Vved.
- Hedysarum severzovii Bunge
- Hedysarum sikkimense Baker
- Hedysarum singarense Boiss. & Hausskn.
- Hedysarum songoricum Bong.
- Hedysarum spinosissimum L.
- Hedysarum splendens DC.
- Hedysarum subglabrum (Kar. & Kir.) B.Fedtsch.
- Hedysarum sulphurescens Rydb.
- Hedysarum taipeicum (Hand.-Mazz.) K.T.Fu
- Hedysarum talassicum Nikitina & Sultanova
- Hedysarum tanguticum B.Fedtsch.
- Hedysarum taschkendicum Popov
- Hedysarum tauricum Willd.
- Hedysarum tenuifolium (B.Fedtsch.) B.Fedtsch.
- Hedysarum theinum Krasnob.
- Hedysarum thiochroum Hand.-Mazz.
- Hedysarum tibeticum (Benth.) B.H. Choi & H. Ohashi
- Hedysarum trigonomerum Hand.-Mazz.
- Hedysarum truncatum Eastw.
- Hedysarum turczaninovii Peschkova
- Hedysarum turkestanicum Regel & Schmalh.
- Hedysarum turkewiczii B.Fedtsch.
- Hedysarum ucrainicum Kaschm.
- Hedysarum varium Willd.
- Hedysarum vicioides Turcz.
- Hedysarum volkii Rech.f.
- Hedysarum vvedenskyi Korotkova
- Hedysarum wakhanicum Podlech & Anderson
- Hedysarum wrightianum Aitch. & Baker
- Hedysarum xizangensis C.C.Ni
- Hedysarum zundukii Peschkova